# Barnetby le Wold
Barnetby le Wold är en ort och civil parish i Storbritannien.   Den ligger i kommunen North Lincolnshire och riksdelen England, i den sydöstra delen av landet, 230 km norr om huvudstaden London. Barnetby le Wold ligger 20 meter över havet och antalet invånare är 1 628.
Terrängen runt Barnetby le Wold är platt, och sluttar västerut. Runt Barnetby le Wold är det ganska tätbefolkat, med 111 invånare per kvadratkilometer. Närmaste större samhälle är Kingston upon Hull, 19,4 km norr om Barnetby le Wold. Trakten runt Barnetby le Wold består till största delen av jordbruksmark.